# 小田原パーキングエリア

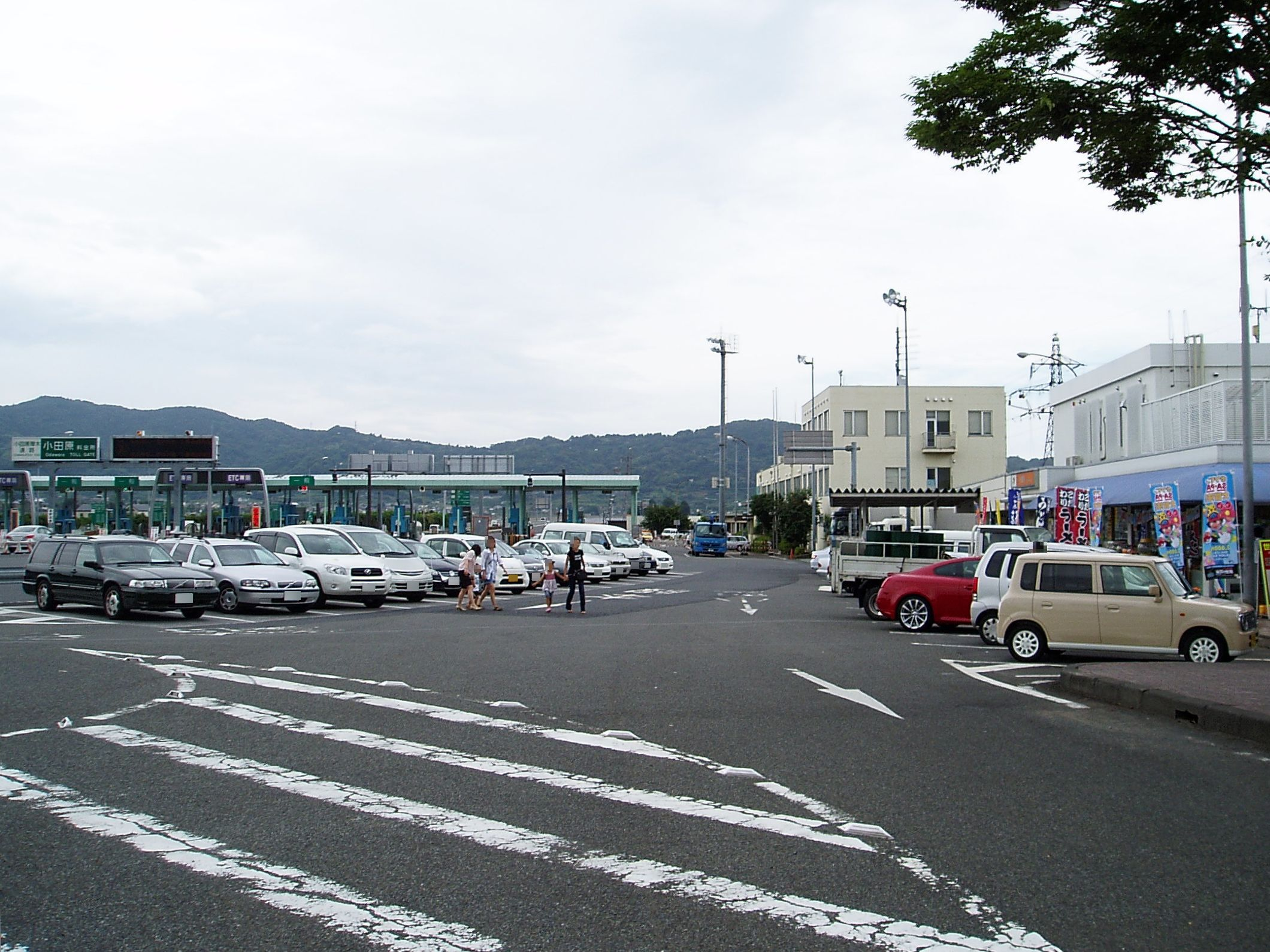
小田原パーキングエリア

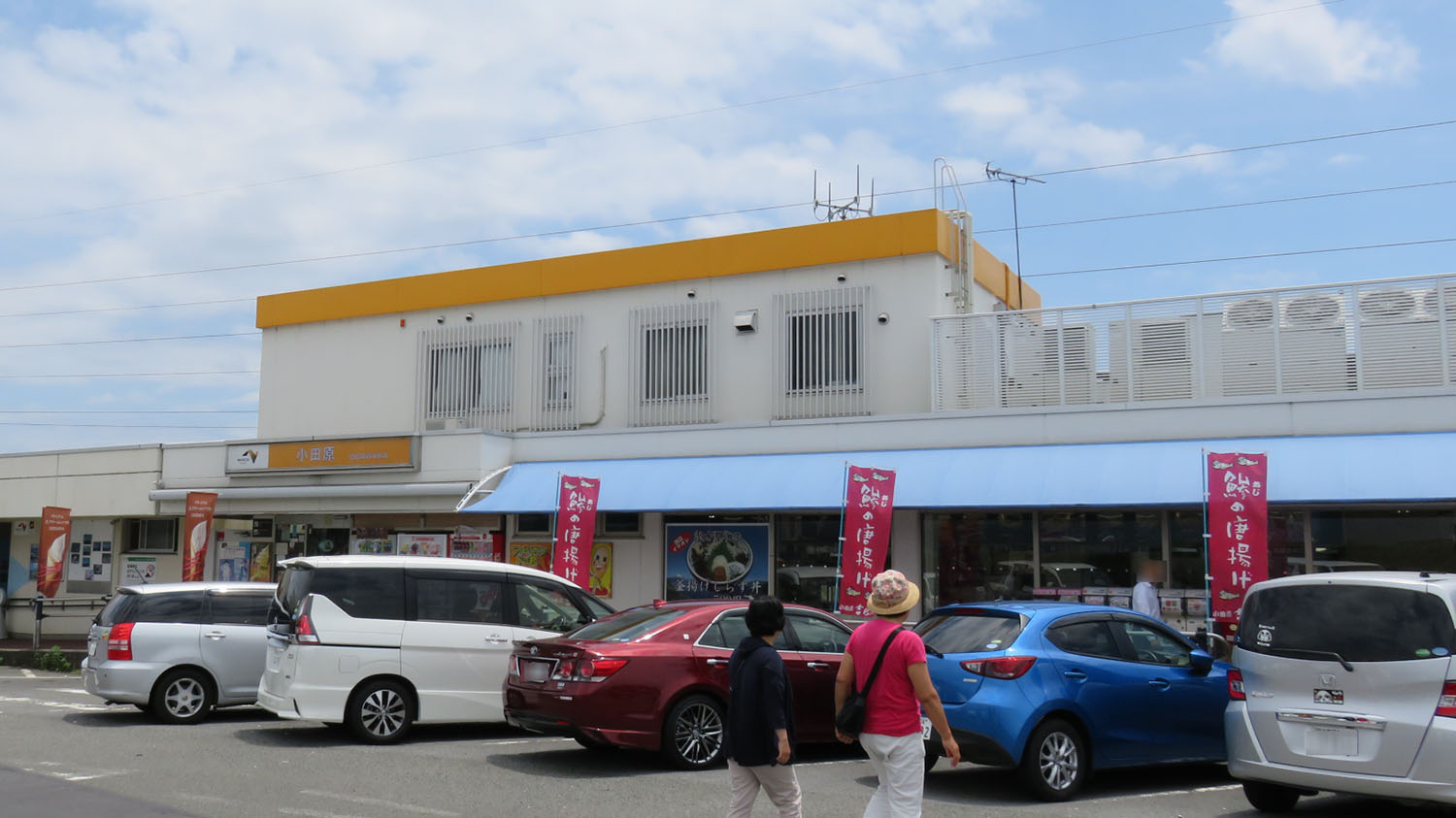
小田原パーキングエリア　売店

小田原パーキングエリア（おだわらパーキングエリア）は、神奈川県小田原市の小田原厚木道路上にあるパーキングエリア。下り線（小田原・箱根方面）にのみ設置されている。

## 道路
- E85 小田原厚木道路

## 施設

### 下り線（小田原・箱根方面）
- 駐車場
  - 大型 10台
  - 小型 73台
  - 車椅子用駐車場有
- トイレ
  - 男性 大10（和式0・洋式10）
  - 男性 小10
  - 女性 24（和式2・洋式22）
    - 同伴の男児用 1

  - 車椅子用 1
- スナック（6:00 - 19:30）[1][2]
- ショッピング（6:00 - 19:30）[1][2]
- ハイウェイ情報ターミナル[3]
- 自動販売機[3]

## 沿革
1969年の小田原厚木道路の全線開通に伴い、供用が開始された。改築事業の際、箱根寄りに駐車場を拡張するなどの工事が行われている。
- 1969年（昭和44年）3月19日：小田原厚木道路の全線開通に伴い供用開始。
- 1969年（昭和44年）7月12日：道路施設協会（当時。後の高速道路交流推進財団）により、小田原売店を開設。
- 2002年（平成14年）10月18日：駐車場拡張・サブトイレの設置工事完成。

## 隣
E85 小田原厚木道路
小田原東IC - 小田原PA（下り線のみ） - 小田原TB - 二宮IC